# 南陽葛氏
南陽葛氏（ナミャンガルし、남양갈씨）は、朝鮮の氏族の一つ。本貫は京畿道華城市である。2015年調査では、453人である。
中国の諸葛氏から分派した一族であり、諸葛氏の始祖は諸葛亮の父の諸葛珪であり、諸葛珪の20代子孫の諸葛公巡が新羅興徳王時代の新羅に帰化し、その子孫の諸葛泓・諸葛瀅の二人の兄弟が高麗高宗の時代に姓氏の諸葛氏をそれぞれ一つずつ分けて、兄の諸葛泓は諸氏、弟の諸葛瀅は葛氏を使用して、南陽葛氏を創始した。
2002年、南陽葛氏清州君派の1300余名は裁判を通じて諸葛氏に復姓した。

## 行列字
| ○世孫  | 55       | 56       | 57       | 58       | 59       | 60       | 61       | 62       | 63                | 64                | 65       | 66       | 67       | 68       |
| ------ | -------- | -------- | -------- | -------- | -------- | -------- | -------- | -------- | ----------------- | ----------------- | -------- | -------- | -------- | -------- |
| 行列字 | 종（鍾） | 영（永） | 근（根） | 병（炳） | 균（均） | 진（鎭） | 순（淳） | 상（相） | 찬（燦） 노（魯） | 준（埈） 기（基） | 현（鉉） | 한（漢） | 표（杓） | 현（炫） |

## 集姓村
- 江原特別自治道鉄原郡鉄原邑
- 京畿道加平郡
- 大邱広域市達城郡
- 忠清南道天安市成歓邑[3]